# نبی سوماه
نبی سوماه (انگلیسی: Naby Soumah؛ زادهٔ ۲۵ ژانویهٔ ۱۹۸۵) بازیکن فوتبال اهل گینه بود.
از باشگاه‌هایی که در آن بازی کرده است می‌توان به باشگاه فوتبال الفیصلی، باشگاه فوتبال هورویا، باشگاه فوتبال هجر، و باشگاه فوتبال صفاقسی اشاره کرد.
وی همچنین در تیم ملی فوتبال گینه بازی کرده است.